# 7-й армійський корпус (США)
VII ко́рпус а́рмії США (англ. VII Corps (United States) — військове об'єднання, армійський корпус армії США.
Брав участь у Другій світовій війні, а також у війні у Перській Затоці.